# Euscelidia crena
Euscelidia crena là một loài ruồi trong họ Asilidae. Euscelidia crena được Dikow miêu tả năm 2003. Loài này phân bố ở vùng nhiệt đới châu Phi.